# Forumlund
Forumlund ligger i Sydvestjylland og er en lille landsby i Bryndum Sogn, der beliggende i den nordligste del af sognet, nord for selve Bryndum (under postnummeret 6715 Esbjerg N), nær primærrute 12 mellem Esbjerg og Varde. Landsbyen befinder sig i Esbjerg Kommune og hører til Region Syddanmark.
Stednavnet Forumlund omtales i 1606 Fordumlund, og er opkaldt efter den lund, der i tidligere tider voksede dér, og som tidligere har stået i forbindelse med Grimstrup Krat . I tidligere tider, hvor det meste af ejerlavet lå hen som hede, kunne man i lavningen Barbarasole, hvor Vardelandevejen krydser Astrup Bæk risikere at bliver overfaldet af ransmænd, der havde spændt snubletråde ud over landevejen. 
I 1842 boede der 2 tiendeydende i området, hvilket i 1901 var steget til 6 skatteydere.